# Президентские выборы в Узбекистане (2015)
Президентские выборы в Узбекистане прошли 29 марта 2015 года. На выборах было зарегистрировано 4 кандидата. Выборы прошли в один тур, президентом Узбекистана был избран Ислам Каримов с результатом в 90,39 %. Эти выборы вошли в историю как последние президентские выборы в Узбекистане, на которых участвовал Ислам Каримов.

## Кандидаты

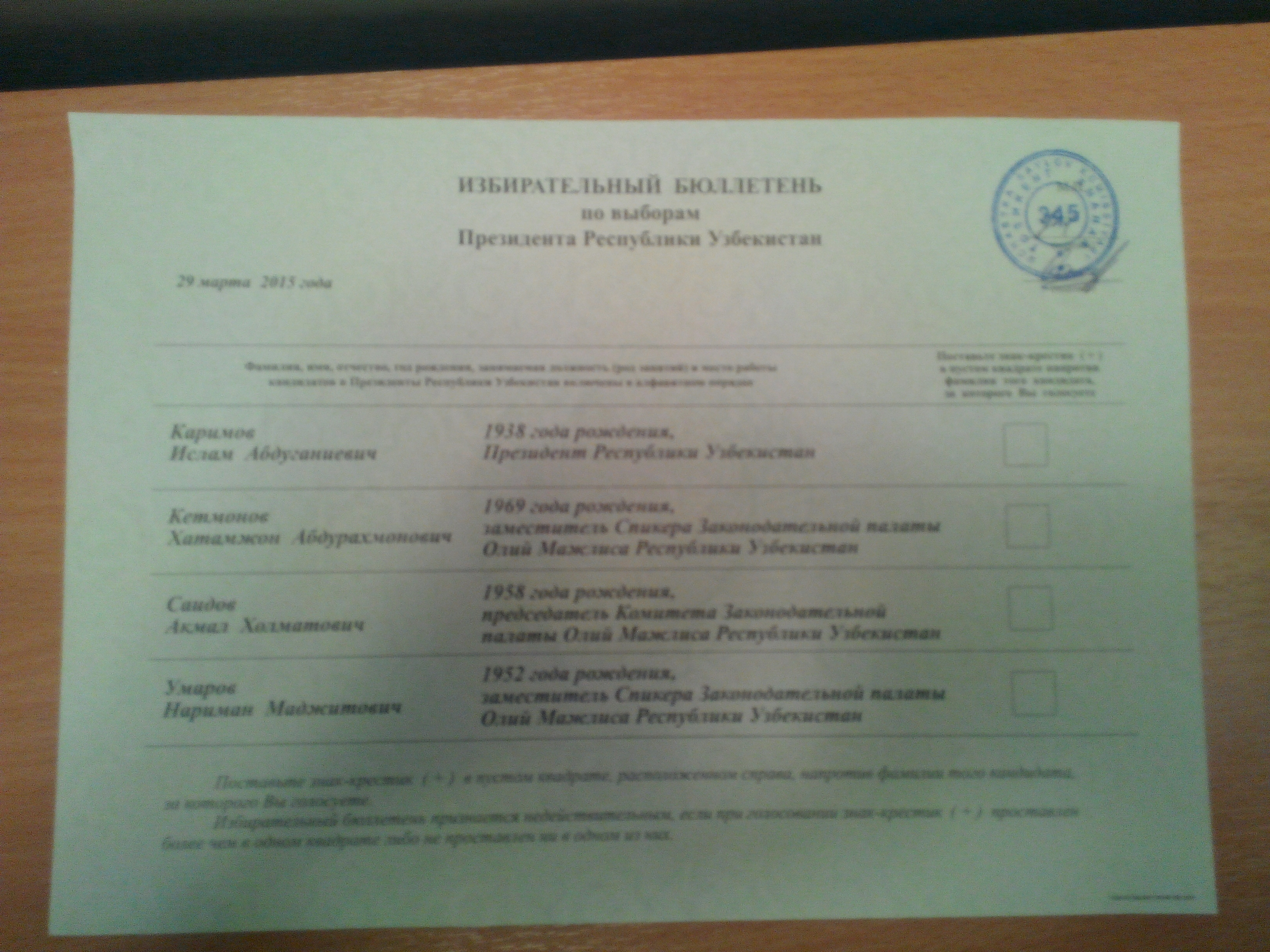
Фото бюллетеня на президентских выборах 2015 года в Узбекистане

- Ислам Каримов. Тогда действующий президент Узбекистана с 1990 года, фактически находился во главе Узбекистана с июня 1989 года. Он выдвинул свою кандидатуру от крупнейшей в стране партии и правящей в Олий Мажлисе (парламенте) Узбекистана — Либерально-демократической партии Узбекистана.
- Депутат Законодательной палаты Олий Мажлиса Хотамджон Кетмонов от Народно-демократической партии Узбекистана. Он с 2013 года являлся лидером Народно-демократической партии Узбекистана, позиционирующей себя парламентской оппозицией, и являвшаяся с 1991 года по 2004 правящей и крупнейшей партией Узбекистана. Как и НДПУ, считающая своим основным электоратом пенсионеров, ветеранов, инвалидов и бедных слоёв населения, Хотамджон Кетмонов посвятил основу своей избирательной кампании именно этим слоям населения страны, обещая в случае своей победы преобразования Узбекистана в полноценное социальное государство. Впоследствии, Хотамджон Кетмонов стал так называемым протестным кандидатом, за которого призывали голосовать противники правления Ислама Каримова. Как стало известно, главной причиной выбора протестным кандидатом именно Кетмонова стала его смешная для узбекоязычного слуха фамилия, которая с узбекского языка буквально переводится как Кетменёв — от названия широко распространённого в Средней Азии сельскохозяйственного орудия кетме́нь (узб. ketmon)[3].
- Наримон Умаров. Кандидатом в президенты от СДПУ «Адолат» стал председатель Политсовета и Исполкома партии Наримон Умаров[4].
- Акмаль Саидов. Кандидатом в президенты от ДПУ «Миллий тикланиш» стал член фракции партии в парламенте, председатель парламентского Комитета по демократическим институтам, негосударственным организациям и органам самоуправления граждан Акмаль Саидов[5]. Саидов ранее уже выдвигал свою кандидатуру на президентских выборах в 2007 году и занял четвёртое место.

## Результаты
Явка избирателей: 36,5 % по данным на 10:00, 71,6 % по данным на 13:00, 85,2 % по данным на 17:00 и 91,08 % на время закрытия участков (20:00).
| Кандидат                     | Голоса                                                          | %     |
| ---------------------------- | --------------------------------------------------------------- | ----- |
| Ислам Каримов                | 17 122 597                                                      | 90,39 |
| Акмаль Саидов                | 582 688                                                         | 3,08  |
| Хотамжон Кетмонов            | 552 309                                                         | 2,92  |
| Нариман Умаров               | 389 024                                                         | 2,05  |
| Действительные голоса        | 18 646 618                                                      | 98,45 |
| Недействительные голоса      | 295 751                                                         | 1,55  |
| Всего голосов (явка 91,08 %) | 18 942 349                                                      | 100   |
| Источник                     | UzReport.uz Архивная копия от 13 апреля 2015 на Wayback Machine | -     |

## Мнения о выборах
- Новостное агентство РБК отмечает, что согласно узбекскому законодательству, в выборах не могли принять участие независимые кандидаты[10]. При этом, хотя в выборах приняло участие четыре кандидата, включая действующего главу государства Ислама Каримова, ни один из трех остальных кандидатов не критиковал действующего президента в своей предвыборной агитации[10].
- Миссия ОБСЕ по наблюдению за выборами отметила, что «Несмотря на четкое конституционное ограничение в виде двух последовательных сроков президентства Центральная избирательная комиссия зарегистрировала нынешнего президента в качестве кандидата, что противоречит принципу верховенства закона и ставит под сомнение независимость ЦИК. Жестко контролируемые средства массовой информации способствовали созданию явного преимущества у нынешнего президента»[11].
- Миссия наблюдателей СНГ заявила, что выборы «были свободными и открытыми, соответствовали общепризнанным демократическим нормам»[12].